# Ricorso amministrativo
Il ricorso amministrativo, nel diritto amministrativo italiano, è l'istanza diretta ad una pubblica amministrazione al fine di ottenere una tutela della propria situazione giuridica soggettiva, nella specie di  interesse legittimo o, nei casi di giurisdizione esclusiva, di diritto soggettivo. Si configura come un mezzo di tutela non giurisdizionale, bensì giustiziale.

## Presupposti
Chi ha interesse a far valere un proprio diritto o un proprio interesse legittimo che ritiene sia stato leso da atti o provvedimenti della pubblica amministrazione, può rivolgersi agli organi giurisdizionali (ordinari od amministrativi), ma può anche rivolgersi ad organi della stessa pubblica amministrazione; in questo caso, il mezzo a disposizione degli interessati è il ricorso amministrativo.

## Scopi
Lo scopo principale di questo tipo di ricorsi, è quello di ridurre il ricorso alla magistratura per la composizione delle controversie. Con il ricorso amministrativo si può chiedere il riesame degli atti adottati dalla pubblica amministrazione, per ottenerne l'annullamento, la revoca o la riforma.

## Tipologie
Nell'ordinamento italiano sono previsti i seguenti ricorsi amministrativi:
- Ricorso gerarchico proprio
- Ricorso gerarchico improprio
- Ricorso in opposizione
- Ricorso straordinario al Presidente della Repubblica